# Sol (mural)
Sol es un mural de 4,10 metros de altura por 2,80 de ancho, pintado al óleo con láminas de plata e hilos de oro por el artista Nemesio Antúnez en el año 1955. Está ubicado en el ex Cine Gran Palace, en Santiago de Chile. En el año 2011 fue declarado monumento nacional junto a su mural hermano, el mural Luna, encontrándose ambos en un proceso de restauración desde el año 2015.

## Historia

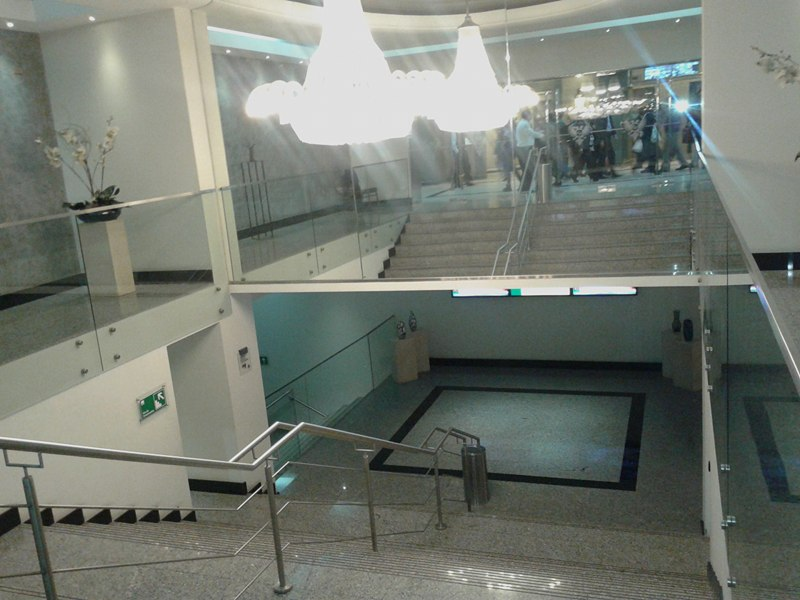
Interior ex cine Gran Palace

Nemesio Antúnez perteneció a una generación de pintores que integraron y adoptaron las tendencias de vanguardia, ampliando su horizonte visual y desarrollando trabajos cercanos al surrealismo. El artista chileno realizó únicamente 15 murales en su vida, de los cuales solo 5 se ubican en Chile, siendo la obra Sol testimonio de esta escasa producción. El artista experimentó con una técnica que incorpora láminas e hilos de oro y plata en sus diseños. Fueron encargadas en 1955 por el arquitecto Alberto Cruz para decorar el otrora cine Gran Palace, que se encuentra en la calle Huérfanos. 
En octubre de 2010 Pablo Novoa compra el cine Gran Palace a Chilefilms, que operaba con la cadena Cinemundo, utilizándolo como centro de spa y sala de conferencias. El 18 de julio de 2011 se declara monumento nacional, en la categoría de monumento histórico, a los murales de Nemesio Antúnez denominados "Sol", "Luna", "Quinchamalí" y "Terremoto", todos ubicados en la comuna y provincia de Santiago.

## Restauración

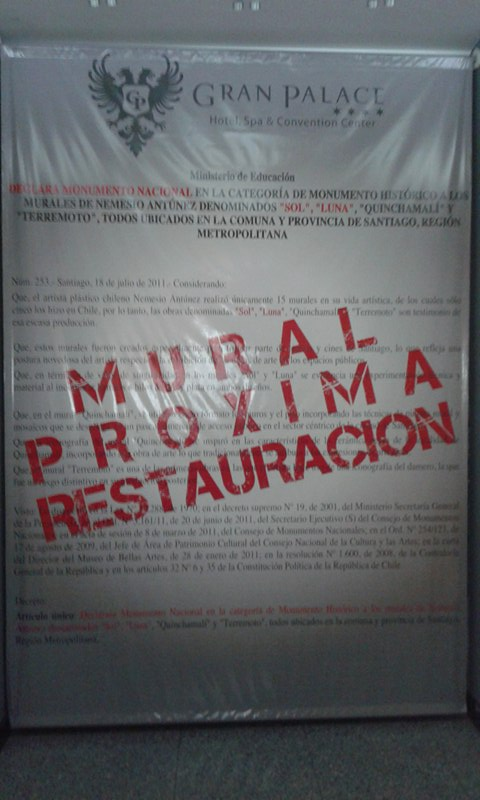
Anuncio de restauración del mural "Luna"

Con la remodelación del edificio se busca recuperar la impronta original del que era un teatro para 1300 personas, resultando fundamental el mantenimiento y la restauración de estos murales para la nueva administración.
Los murales "Sol" y "Luna" presentan en general un buen estado de conservación, aunque con algún deterioro menor de desgaste producido por el roce, debido a la utilización del espacio por el público y el personal del cine. Actualmente el Consejo de Monumentos Nacionales se encarga de la restauración de los murales.